# Pokémon Ranger : Nuit sur Almia
Pokémon Ranger : Nuit sur Almia (ポケモンレンジャー バトナージ, Pokemon Renjā Batonāji, en japonais) (Pokémon Ranger : Shadows of Almia en anglais) est un jeu vidéo de type action-RPG sur Nintendo DS faisant suite à Pokémon Ranger. 
Le jeu se passe dans une nouvelle région : Almia. Le héros vient d'arriver de Fiore pour devenir Pokémon Ranger. Le Pokémon Partenaire ne se limite plus à Posipi ou Negapi. Et au total on a le choix entre 17 Pokémon. Le jeu comprend aussi des quêtes qui ont pour but d'améliorer le Capstick ou d'avoir un nouveau Pokémon Partenaire. Les missions spéciales se téléchargent par le biais du Wi-fi.

## Qu'est-ce qu'un Ranger Pokémon?
Un Pokémon Ranger est un « utilisateur » de Pokémon au sens où il emprunte leurs capacités. En effet, un Ranger ne capture pas de Pokémon avec des Poké Balls, mais utilise un outil appelé CapStick (pour Capture Stick) qui ressemble à une toupie contrôlée par une télécommande. Une fois que le CapStick a fait le tour d'un Pokémon un certain nombre de fois, le Pokémon suit le ranger jusqu'à ce que celui-ci fasse appel à l'une de ses capacités. Une fois une capacité d'un Pokémon utilisée, le Pokémon est libéré mais peut néanmoins être ré-attrapé. Dans ce sens, il ne s'agit pas d'une capture habituelle qu'utilisent les dresseurs Pokémon.
La différence avec le premier épisode de la saga Pokemon Ranger, c'est que la capture ne se compte plus en tours, mais une barre montrant le niveau « d'amitié » transmise au Pokémon ; une fois pleine, le Pokémon connaît les intentions du Ranger et l'accompagne, jusqu'à ce qu'il soit utilisé sur le terrain, et puis relâché.

## Synopsis
Le jeu se déroule dans la région d'Almia. Après quelque temps passés à l'École des Rangers, le héros est diplômé et devient ensuite Pokémon Ranger. Le joueur a le choix entre deux personnages : la fille, Clara, et le garçon, Primo. Les noms sont, bien sûr, modifiables.
Il est possible de choisir au départ entre trois Pokémon partenaires : Pachirisu, Étourmi et Goinfrex. Quand les quêtes sont toutes terminées, les Pokémon partenaires que l'on peut choisir sont, en plus des trois premiers : Tiplouf, Ouisticram, Tortipouss, Kranidos, Dinoclier, Mime Jr., Crikzik, Cradopaud, Machoc, Hippopotas, Blizzi, Feuforêve, Farfuret et Griknot. Il y a également possibilité de changer de Pokémon partenaire en parlant au Pokémon qui se trouve chez le héros dans la Ferme Partenaire. 
La bande de vilains du jeu est l'Équipe « Sombres Héros » qui utilise des ordinateurs pouvant contrôler les Pokémon. 

## Système de jeu
Pokémon Ranger : Nuit sur Almia est un jeu reprenant le concept de Pokémon Ranger (la première version), avec toutefois quelques améliorations, telles que l'apparition de capacités zones, n'agissant plus sur une cible mais sur toute une zone si cette dernière est appropriée, l'ajout de certaines capacités terrains telles que « Foreuse », ainsi que la possibilité de changer de Pokémon partenaire.
Il y au total 60 quêtes à accomplir, qui n'ont pas d'influence de l'histoire du jeu qui permettent d'améliorer le Capstick ou d'obtenir un nouveau Pokémon partenaire. Ces quêtes consistent à aider les citoyens d'Almia en leur capturant des Pokémon ou en éliminant des cibles gênantes. Il est possible d'attraper trois Pokémon (et de les transférer sur Pokémon Diamant/Perle via le cadeau mystère) grâce au Réseau Ranger : Manaphy, Darkrai (N.50) et Riolu (niveau 30 avec Aurasphère).
On reparle plusieurs fois de l'autre région ranger, Fiore:
- Steph et Ritmi, les camarades de classe du héros, sont envoyés à Fiore;
- Le héros lui-même vient de Fiore;
- Le Professeur Pressand et Samy sont présents dans le volet, tout comme dans le précédent;
- Le quatuor Go-rock a un petit rôle dans l'histoire.

## Capacités
Lorsqu'un Pokémon est capturé, il permet parfois au joueur d'utiliser des capacités soit en combat (Poké Aides), soit sur le terrain (Capacités Terrain). Certains Pokémon peuvent ne pas avoir de Poké Aide ou de Capacité Terrain, ou même aucun des deux.

### Poké Aides
Les Poké Aides ont un type, et sont efficaces contre les Pokémon faibles au type de la Poké Aide. Ainsi, un Pokémon Feu sera faible face à une Poké Aide Eau.
| Type de Poké Aide | Effet sur le Pokémon cible                                                                             |
| Plante            | Permet de faire pousser des herbes et prendre un Pokémon au piège.                                     |
| Eau               | Permet de créer une bulle puis de la lancer vers le Pokémon pour l'immobiliser.                        |
| Feu               | Augmente légèrement la puissance du CapStick                                                           |
| Électrik          | Permet de générer un éclair et paralyse le pokémon cible                                               |
| Combat            | Permet de doubler l'efficacité de la ligne créée par le CapStick (une boucle en vaut alors le double). |
| Poison            | Permet de créer une flaque empoisonnée pouvant ralentir le Pokémon.                                    |
| Psy               | Génère des anneaux d'énergie paralysant la cible.                                                      |
| Insecte           | Permet de créer une boule de glu pour immobiliser le Pokémon.                                          |
| Sol               | Génère un séisme empêchant l'adversaire d'attaquer                                                     |
| Roche             | Permet de lancer des gravillons au Pokémon.                                                            |
| Vol               | Permet de créer un tourbillon de vent pouvant soulever le Pokémon.                                     |
| Ténèbres          | Efface tout obstacle au sol en l'entourant                                                             |
| Spectre           | Permet de créer un fantôme en fermant une boucle. Le fantôme va alors aller immobiliser le Pokémon.    |
| Glace             | Permet de créée de la glace pouvant geler le Pokémon.                                                  |
| Recharge          | Permet de recharger le Cap-stick                                                                       |
| Acier             | Permet d'empêcher le pokemon d'attaquer                                                                |

### Capacités Terrain
| Capacité Terrain | Utilisation                                                                         |
| Coupe            | Permet de couper tout ce qui est d'origine végétale (arbustes, clôtures en bois...) |
| Charge           | Permet de secouer les arbres ou de déplacer les objets lourds.                      |
| Brûlure          | Permet de faire brûler les troncs d'arbres ou ballots de paille.                    |
| Jet d'Eau        | Permet de faire pousser la végétation et éteindre des feux.                         |
| Broyage          | Permet de briser des murs et des rochers.                                           |
| Recharge         | Permet de recharger l'énergie du CapStick.                                          |
| Survoltage       | Permet d'ouvrir les barrières électriques.                                          |
| Flash            | Permet d'éclairer des endroits sombres.                                             |
| Force Psy        | Permet d'ouvrir les portes psychiques.                                              |

### Capacités Zones
Les cpacités zones ne peuvent être utilisées que si le personnage a un point d'interrogation au-dessus de sa tête ; exception faite de Téléporte, Hâte et Vol. Ainsi, si l'on voit de la lumière venir du plafond, on se met à ce niveau au sol, on peut utiliser Ascension. 
| Capacité Zone | Utilisation |
| Foreuse       | Permet de creuser des trous, passages.                                                                           |
| Hâte          | Permet de courir deux fois plus vite (à dos de Doduo).                                                           |
| Vol           | Permet d'aller d'un bâtiment à un autre (à dos d'Étouraptor).                                                    |
| Téléport      | Permet d'aller à l'entrée de la grotte, du bâtiment.                                                             |
| Danse Pluie   | Permet de faire tomber la pluie sur la zone.                                                                     |
| Anti-Smog     | Permet d'enlever le brouillard dans la zone.                                                                     |
| Flash         | Permet d'éclairer une pièce dans laquelle on se situe (s'il n'y a pas de lumière).                               |
| Pont aérien   | Permet de passer au-dessus du magma, d'un gouffre (seulement au Volcan de Terruptive (emporté par un Baudrive)). |
| Ascension     | Permet de monter d'un étage (emporté par un Grodrive).                                                           |
| Pestilence    | Permet d'étendre une odeur nauséabonde (fait par un Moufflair).                                                  |
| Ensablement   | Permet de remplir un trou de sable (fait par un Hippodocus dans le Désert d'Alorize).                            |
| Aqua-Radeau   | Permet de traverser une rivière d'eau (avec un Mustéflott ou un Pingoléon).                                      |
| Magma-Radeau  | Permet de traverser une rivière de magma (avec un Chartor au Volcan de Terruptive).                              |
| Sous-Marin    | Permet de traverser les Abysse (avec un Démanta).                                                                |